# Timo Hübers
Timo Hübers (Hildesheim, 20 juli 1996) is een Duits voetballer die doorgaans speelt als centrale verdediger. Hij verruilde Hannover 96 in juli 2021 voor FC Köln.

## Clubcarrière
Hübers begon met voetballen bij Hildesia Diekholzen en werd in 2008 opgenomen in de jeugdopleiding van Hannover 96. Hij verhuisde vlak voor zijn negentiende verjaardag naar FC Köln en was daar in 2015/16 basisspeler in het tweede elftal. Hübers keerde in juli 2016 terug bij Hannover, maar scheurde een maand later een kruisband. Het herstel kostte hem negen maanden. Hij sloot in 2017/18 vervolgens aan bij Hannover 96 II. Coach André Breitenreiter liet Hübers op 14 april 2018 debuteren in het eerste elftal. Hij kreeg toen meteen een basisplaats tijdens een wedstrijd in de Bundesliga uit bij VfB Stuttgart. Hij mocht daarna ook tijdens de volgende vier speelronden beginnen. Hübers scheurde in augustus 2018 opnieuw een kruisband. De revalidatie kostte hem deze keer ruim tien maanden. Hübers bleef ook daarna tobben met knieklachten en liet zich in oktober 2019 opereren. Het duurde daarom uiteindelijk tot eind februari 2020 voor hij terugkeerde op het veld. Coach Kenan Koçak liet hem dat seizoen nog twaalf wedstrijden spelen. Hannover was inmiddels actief in de 2. Bundesliga. Hübers bleef ook in 2020/21 kampen met fysieke ongemakken, maar kon dit seizoen eindelijk redelijk wat wedstrijden spelen.
Hübers tekende in juli 2021 voor vier jaar bij FC Köln, dat hem transfervrij inlijfde. Hij bleef hier in 2021/22 voor het eerst in jaren vrijwel heel het seizoen fit. Hij kwam dat seizoen tot twintig wedstrijden in de Bundesliga, allemaal vanaf de aftrap. Zijn invloed binnen het team nam in het volgende seizoen verder toe toen hij 29 speelronden speelde, op-een-na allemaal als basisspeler. Hij kwam dat jaar ook voor het eerst uit in een Europees toernooi, de Conference League. FC Köln verlengde Hübers contract in juli 2023 tot medio 2026.

## Clubstatistieken
| Seizoen     | Club        | Competitie    | Competitie | Competitie | Beker | Beker | Internationaal | Internationaal | Totaal | Totaal |
| Seizoen     | Club        | Competitie    | Wed.       | Dlp.       | Wed.  | Dlp.  | Wed.           | Dlp.           | Wed.   | Dlp.   |
| ----------- | ----------- | ------------- | ---------- | ---------- | ----- | ----- | -------------- | -------------- | ------ | ------ |
| 2017/18     | Hannover 96 | Bundesliga    | 5          | 0          | 0     | 0     | —              | —              | 5      | 0      |
| 2018/19     | Hannover 96 | Bundesliga    | 0          | 0          | 0     | 0     | —              | —              | 0      | 0      |
| 2019/20     | Hannover 96 | 2. Bundesliga | 12         | 1          | 0     | 0     | —              | —              | 12     | 1      |
| 2020/21     | Hannover 96 | 2. Bundesliga | 20         | 2          | 2     | 1     | —              | —              | 22     | 2      |
| Club totaal | Club totaal | Club totaal   | 37         | 3          | 2     | 1     | 0              | 0              | 39     | 3      |
| 2021/22     | FC Köln     | Bundesliga    | 20         | 1          | 3     | 0     | —              | —              | 23     | 1      |
| 2022/23     | FC Köln     | Bundesliga    | 29         | 3          | 1     | 0     | 7              | 1              | 37     | 4      |
| 2023/24     | FC Köln     | Bundesliga    | 4          | 0          | 1     | 0     | —              | —              | 5      | 0      |
| Club totaal | Club totaal | Club totaal   | 53         | 4          | 5     | 0     | 7              | 1              | 65     | 5      |

Bijgewerkt op 18 september 2023.